# Бюрократія
Бюрокрáтія (від фр. bureau — бюро, канцелярія та грец. κράτος — влада, панування) — спосіб побудови організації, що складається з ряду офіційних осіб, посади й пости яких утворюють ієрархію і які розрізняються формальними правами й обов'язками, що визначають їх дії і відповідальність. Синонім— адміністративна система.
Історично бюрократія була державною адміністрацією, якою керували відділи, укомплектовані невиборними посадовими особами.  Сьогодні бюрократія— це адміністративна система, яка керує будь-якою великою установою, державною чи приватною.  Державне управління в багатьох юрисдикціях є прикладом бюрократії, як і будь-яка централізована ієрархічна структура установи, включаючи корпорації , товариства , некомерційні організації та клуби.
У бюрократії є дві ключові дилеми. Перша дилема полягає в тому, чи повинні бюрократи бути автономними чи безпосередньо підзвітними своїм політичним господарям.  Друга дилема пов’язана з відповідальністю бюрократів за дотримання встановлених правил, а також щодо того, який ступінь свободи вони можуть мати для визначення відповідних рішень для обставин, які заздалегідь не враховані. 
У пострадянських суспільствах із їхнім негативним ставленням до управлінців під бюрократією переважно розуміють негативні наслідки її функціонування — канцелярщину, зволікання, тяганину, зневажливе ставлення до суті справи під виглядом додержання формальності або заради цього.
Оскільки ефективність бюрократії неможливо виміряти економічними критеріями, то єдиним критерієм її оцінки є якість виконання законів та інших правових норм. Звідси для бюрократії характерне перебільшення значення формальних процедур, скрупульозне виконання інструкцій. Неминучим наслідком цього є відокремлення бюрократичного управління від потреб його об'єктів, помилки в керівництві та його неефективність при вирішенні проблем, які вимагають нетрадиційних підходів та засобів.
Ознаки бюрократії властиві будь-якому виду соціального управління. У суспільстві з недемократичним політичним режимом представники бюрократії — чиновники здатні ставати панівною групою. Характер такого політичного режиму сприяє утвердженню безконтрольного й необмеженого панування чиновництва, яке перетворюється в самодостатню, відокремлену від суспільства верству, усуненню громадян від управління суспільними справами, стає підґрунтям для запровадження авторитарних процедур та методів управління.
Видатний представник Австрійської економічної школи Людвіг фон Мізес так писав про бюрократію у своїй головній праці «Людська діяльність»:
Бюрократичне ведення справ — це поведінка, пов'язана з дотриманням детальних правил і норм, встановлених владою вищого органу. Це єдина альтернатива управлінню прибутком... . Щоразу, коли робота системи не керується мотивом прибутку, вона повинна керуватися бюрократичними правилами (р.307).

## Основні принципи бюрократії (заМаксом Вебером)
- Функціональної компетентності
Посади займаються тільки за даним принципом, за компетентністю.
- Бюрократичного авторитету
Найсуворіше дотримання бюрократичної ієрархії.
- Формалізму
Підпорядкування правилам, інструкціям, які чітко зафіксовані й визначені.
- Керівництва «без гніву й пристрасті»
Виключення емоційного аспекту взаємодії.
- Професіоналізму
Відповідність вимогам професійної кваліфікації.
- Корпоративізму
Духовна близькість, збіг поглядів та відстоювання інтересів корпорації, тобто єдиного цілого.

## Етимологія та вживання
Термін бюрократія походить із французької мови.  Французький економіст Жак Клод Марі Вінсент де Гурне ввів це слово в середині 18 століття.  Перше відоме використання англійською мовою датується 1818 роком , коли ірландська письменниця леді Морган називає апарат, який використовувався британським урядом для підпорядкування Ірландії, як «бюрократію, або офісну тиранію, якою Ірландія так довго керувала».  До середини 19-го століття це слово з’явилося в більш нейтральному значенні, посилаючись на систему державного управління , в якій посади обіймали невиборні посадові особи. У цьому контексті бюрократія розглядалася як окрема форма управління, часто підпорядкована монархії . 
У 1920-х роках німецький соціолог Макс Вебер розширив це визначення, включивши в нього будь-яку систему управління, що здійснюється навченими професіоналами відповідно до встановлених правил.  Вебер розглядав бюрократію як відносно позитивний розвиток; проте до 1944 року австрійський економіст Людвіг фон Мізес у контексті свого досвіду в нацистському режимі висловив думку, що термін бюрократія «завжди застосовувався з огидною конотацією», а до 1957 року американський соціолог Роберт Мертон припустив, що термін бюрократ став «епітетом , Schimpfwort» за деяких обставин. 
Слово «бюрократія» також використовується в політиці та уряді з несхвальним тоном, щоб зневажити офіційні правила, які, здається, ускладнюють виконання завдань — через наполягання на процедурі та дотримання правил, регулювання та закону. На робочих місцях це слово дуже часто використовується, щоб звинуватити складні правила, процеси та письмову роботу, які трактуються як перешкоди, а не як гарантії та гарантії підзвітності.  Соціально-бюрократія тоді посилатиметься на певні соціальні впливи, які можуть впливати на функціонування суспільства. 
У сучасному вживанні сучасна бюрократія визначається як така, що включає чотири ознаки: 
1. ієрархія (чітко визначені сфери компетенції та розподіл праці)
2. безперервність (структура, де адміністратори мають зарплату на повний робочий день і просуваються всередині структури)
3. безособовість (прописані правила та правила роботи, а не довільні дії)
4. досвід (посадовці обираються відповідно до заслуг, пройшли навчання та мають доступ до знань)[9]

Бюрократія в політичній теорії є переважно централізованою формою управління і має тенденцію відрізнятися від адхократії, в якій управління більше тяжіє до децентралізації .

## Теорії

### Карл Маркс
Карл Маркс висунув теорію про роль і функції бюрократії у своїй «Критиці філософії права Гегеля», опублікованій у 1843 році. У «Філософії права » Гегель підтримував роль спеціалізованих чиновників у державному управлінні , хоча сам ніколи не використовував термін «бюрократія». Навпаки, Маркс був противником бюрократії. Маркс стверджував, що хоча корпоративна та урядова бюрократія, здається, діють в опозиції, насправді вони взаємно покладаються одна на одну, щоб існувати. Він писав, що «Корпорація — це спроба громадянського суспільства стати державою, але бюрократія — це держава, яка справді перетворилася на громадянське суспільство». 

### Лев Троцький
Лев Троцький розробив критичну теорію становлення радянської бюрократії в перші роки існування Радянського Союзу. За словами політолога Томаса М. Твісса, Троцький пов'язував бюрократизм з авторитаризмом , надмірним централізмом і консерватизмом . Соціальний теоретик Мартін Крігір відзначив вплив творів Троцького після 1923 року на формування сприйнятливих поглядів на бюрократію серед пізніших марксистів і багатьох немарксистів. Твісс стверджував, що теорія радянської бюрократії Троцького була важливою для вивчення радянської історії та розуміння процесу капіталістичної реставрації в Росії та Східній Європі. Політолог Барух Кнай-Пас стверджував, що Троцький писав, перш за все, «щоб показати історичні та соціальні корені сталінізму» як бюрократичної системи. 
Одним із передбачень, зроблених Троцьким у його праці 1936 року «Зраджена революція» , було те, що СРСР опиниться перед розладом: або повалення правлячої бюрократії за допомогою політичної революції, або капіталістична реставрація під керівництвом бюрократії:
Падіння нинішньої бюрократичної диктатури, якби її не замінила нова соціалістична влада, таким чином означало б повернення до капіталістичних відносин із катастрофічним занепадом промисловості та культури. 

### Джон Стюарт Мілль
На початку 1860-х років політолог Джон Стюарт Мілль висунув теорію про те, що успішні монархії, по суті, були бюрократією, і знайшов докази їх існування в імперському Китаї , Російській імперії та режимах Європи. Мілль називав бюрократію окремою формою правління, окремою від представницької демократії. Він вважав, що бюрократія має певні переваги, головне – накопичення досвіду в тих, хто справді веде справи. Тим не менш, він вважав, що ця форма правління погано порівнюється з представницьким урядом, оскільки вона базується на призначенні, а не на прямих виборах. Мілль писав, що в кінцевому підсумку бюрократія пригнічує розум і що «бюрократія завжди прагне стати педантократією». 

### Макс Вебер
Повністю розвинений бюрократичний апарат порівнюється з іншими організаціями так само, як машина з немеханічним способом виробництва.
Німецький соціолог Макс Вебер (1864-1920) був першим, хто офіційно досліджував бюрократію, і його праці сприяли популяризації цього терміну.  У своєму есе «Бюрократія» ,  опублікованому в його магнум опусі « Економіка та суспільство» в 1921 році, Вебер описав багато ідеально-типових форм державного управління , уряду та бізнесу . Його ідеально-типова бюрократія, державна чи приватна, характеризується:
- ієрархічна організація
- офіційні лінії влади ( ланцюг командування )
- фіксована сфера діяльності
- жорсткий розподіл праці
- регулярне і постійне виконання поставлених завдань
- усі рішення та повноваження, визначені та обмежені положеннями
- чиновники з експертною підготовкою у своїх галузях
- просування по службі в залежності від технічної кваліфікації
- кваліфікації, оцінені за правилами організації, а не за окремими особами [13]

Вебер перерахував кілька передумов для появи бюрократії, включаючи збільшення кількості простору та населення, яким керують, збільшення складності адміністративних завдань, що виконуються, і існування монетарної економіки, яка вимагає більш ефективної адміністративної системи.  Розвиток комунікаційних і транспортних технологій робить можливим більш ефективне управління, а демократизація та раціоналізація культури призводить до вимог рівного ставлення . 
Хоча він не обов’язково був прихильником бюрократії, Вебер бачив бюрократизацію як найбільш ефективний і раціональний спосіб організації людської діяльності, а отже, як ключ до раціонально-правової влади , необхідної для сучасного світу.  Крім того, він бачив це як ключовий процес у поточній раціоналізації західного суспільства .  Вебер також бачив бюрократію як загрозу індивідуальним свободам, а триваючу бюрократизацію як ведучу до «полярної ночі крижаної темряви», в якій зростаюча раціоналізація людського життя затримує людей у бездушній «залізній клітці». бюрократичного, регламентованого, раціонального контролю.  Критичне дослідження бюрократизації суспільства Вебера стало однією з найбільш тривалих частин його роботи.  Багато аспектів сучасного державного управління базуються на його роботі, і класичну, ієрархічно організовану державну службу континентального типу називають «державною службою Вебера» або «бюрократією Вебера».  Соціологи сперечаються про те, чи сприяє веберівська бюрократія економічному зростанню . 
Політолог Ян Фоглер ставить під сумнів характеристику сучасної бюрократії Максом Вебером.  У той час як Вебер описує бюрократію як таку, що передбачає суворий набір персоналу за заслугами, чітко окреслені кар’єрні шляхи для бюрократів, повне відокремлення бюрократичних операцій від політики та взаємовиключні сфери компетенції урядових установ, Фоглер стверджує, що переважна більшість існуючих державних адміністративних системи не такі. Натомість сучасна бюрократія вимагає лише «мінімальної компетентності» від кандидатів на бюрократичні посади, залишаючи простір для упереджень у процесах найму, які надають перевагу членам певних соціальних, економічних чи етнічних груп, які спостерігаються в багатьох реальних бюрократичних системах. Бюрократія також не є чітко відокремленою від політики.

### Вудро Вільсон
У своєму есе Вудро Вільсона « Дослідження адміністрування» (The Study of Administration)  , який писав як науковець, будучи професором коледжу Брін Мор , обстоював бюрократію як професійний кадр, позбавлений відданості швидкоплинній політиці. Вільсон виступав за бюрократію, яка:
...є частиною політичного життя лише так, як методи лічильної палати є частиною життя суспільства; лише оскільки машини є частиною виробленого продукту. Але в той же час вона піднята набагато вище нудного рівня простих технічних деталей через те, що через свої більші принципи вона прямо пов’язана з постійними максимами політичної мудрості, незмінними істинами політичного прогресу.
Вілсон не виступав за заміну правління керованими, він просто радив, що «адміністративні питання не є політичними питаннями. Хоча політика ставить завдання перед адміністрацією, їй не можна дозволяти маніпулювати своїми офісами». Це есе стало основою для вивчення державного управління в Америці. 

### Людвіг фон Мізес
У своїй праці «Бюрократія» 1944 року австрійський економіст Людвіг фон Мізес порівняв бюрократичне управління з управлінням прибутком. Управління прибутком, стверджував він, є найбільш ефективним методом організації, коли надані послуги можна перевірити економічним розрахунком прибутків і збитків. Коли ж послуга, про яку йдеться, не піддається економічному розрахунку, необхідне бюрократичне управління. Він не виступав проти універсального бюрократичного управління; Навпаки, він стверджував, що бюрократія є необхідним методом соціальної організації, оскільки це єдиний метод, за допомогою якого закон може стати вищим, і він є захисником особи від деспотичного свавілля. Наводимо деякі цитати з його книги "Бюрократія"
Найгірший закон кращий за бюрократичне свавілля (р.76).
Бюрократичний менеджмент - це управління справами, які неможливо перевірити господарським розрахунком (р.48).
Ніхто не може бути водночас правильним бюрократом і новатором (р.67).
Кінцевою основою всієї бюрократичної системи є насильство (р. 104).
Вони більше не прагнуть розбиратися в кожній справі якнайкраще; вони більше не прагнуть знайти найбільш прийнятне рішення для кожної проблеми. Їхня головна турбота полягає в дотриманні правил і положень, незалежно від того, розумні вони чи суперечать тому, що було задумано. Найперша чеснота адміністратора — дотримуватись кодексів і постанов (р. 41).
Бюрократ не вільний прагнути до вдосконалення. Він зобов'язаний підкорятися правилам і нормам, встановленим вищим органом. Він не має права впроваджувати нововведення, якщо його начальство їх не схвалює. Його обов'язок і його чеснота - бути слухняним (р.66).
Бюрократ відрізняється від небюрократа саме тим, що він працює в сфері, в якій неможливо оцінити результат людських зусиль грошима (р.53).
Звичайно, більшість бюрократів були досить посередніми людьми (р.56).
Прогрес будь-якого роду завжди суперечить старим і усталеним ідеям, а отже, і кодексам, натхненним ними. Кожен крок прогресу – це зміна, пов’язана з великим ризиком (р.67).
Тенденція до бюрократичної жорсткості не властива еволюції бізнесу. Це наслідок втручання держави в бізнес (р. 12).

Жодне приватне підприємство ніколи не стане жертвою бюрократичних методів управління, якщо воно працює з єдиною метою отримання прибутку (р.64).
На прикладі Католицької Церкви він зазначив, що бюрократія підходить лише організації, кодекс поведінки якої не підлягає змінам. Далі він стверджував, що скарги на бюрократизацію зазвичай стосуються не критики самих бюрократичних методів, а «вторгнення бюрократії в усі сфери людського життя». Мізес бачив бюрократичні процеси як у приватній, так і в державній сферах; однак він вважав, що бюрократизація в приватній сфері може виникнути лише як наслідок втручання уряду. За його словами, «необхідно усвідомити лише те, що гамівна сорочка бюрократичної організації паралізує ініціативу індивіда, тоді як у капіталістичному ринковому суспільстві новатор все ще має шанс на успіх. Перше сприяє стагнації та збереженню застарілих методів, останнє сприяє прогресу та вдосконаленню». 

### Роберт К. Мертон
Американський соціолог Роберт К. Мертон розширив теорію бюрократії Вебера у своїй праці «Соціальна теорія та соціальна структура», опублікованій у 1957 році. Хоча Мертон погоджувався з деякими аспектами аналізу Вебера, він також відзначив дисфункціональні аспекти бюрократії, які він відносив до « навчена недієздатність» внаслідок «надмірної відповідності». Він вважав, що бюрократи швидше захищатимуть власні вкорінені інтереси, ніж діятимуть на благо організації в цілому, але гордість за своє ремесло робить їх стійкими до змін усталених процедур. Мертон заявив, що бюрократи наголошують на формальності, а не на міжособистісних стосунках, і їх навчили ігнорувати особливі обставини окремих випадків, через що вони виглядають «зарозумілими» та «зарозумілими». 

### Елліот Жак
У своїй книзі «Загальна теорія бюрократії» , вперше опублікованій у 1976 році, Елліотт Жак описує відкриття універсальної та єдиної базової структури управлінських або робочих рівнів бюрократичної ієрархії для будь-якого типу систем зайнятості. 
Жак стверджує та наводить докази того, що для того, щоб бюрократія зробила цінний внесок у відкрите суспільство, мають бути виконані деякі з наступних умов:
- Кількість рівнів в ієрархії бюрократії має відповідати рівню складності системи зайнятості, для якої створюється бюрократична ієрархія. (Жак визначив максимум вісім рівнів складності бюрократичних ієрархій.)
- Ролі в бюрократичній ієрархії відрізняються рівнем складності роботи.
- Рівень складності роботи в ролях повинен відповідати рівню людських здібностей тих, хто їх виконує. (Жак визначив максимум вісім рівнів людських можливостей.)
- Рівень складності роботи на будь-якій управлінській посаді в бюрократичній ієрархії має бути на один рівень вищим за рівень складності роботи підлеглих ролей.
- Будь-яка керівна посада в бюрократичній ієрархії повинна мати повну управлінську відповідальність і повноваження (накладати вето на вибір команди, вирішувати типи завдань і призначення конкретних завдань, вирішувати особисту ефективність і визнання, вирішувати ініціювання усунення з команди в межах належної процедури).
- Бокова робоча підзвітність та повноваження мають бути визначені для всіх ролей в ієрархії (сім типів бокової робочої відповідальності та повноважень: допоміжні, консультативні, отримання та надання послуг, координаційні, моніторингові, аудиту, призначення)[19].

## Бюрократія і демократія
Як і кожна сучасна держава, ліберальна демократія дуже бюрократизована з численними значними організаціями, наповненими кар’єрними державними службовцями . Деякі з цих бюрократій мають значний вплив на збереження поточної політичної системи, оскільки вони зосереджені насамперед на захисті країни та держави від загроз як зсередини, так і ззовні. Оскільки ці інституції часто діють незалежно і здебільшого захищені від політики, вони часто не пов’язані з жодною конкретною політичною партією чи групою. Наприклад, лояльні британські державні чиновники працюють і на Консервативну, і на Лейбористську партії. Однак інколи якась група може захопити контроль над бюрократичною державою, як це зробили нацисти в Німеччині в 1930-х роках. 
Хоча численні ідеали, пов’язані з демократією, такі як рівність, участь та індивідуальність, різко контрастують із тими, що пов’язані з сучасною бюрократією, зокрема ієрархією, спеціалізацією та безособовістю, політичні теоретики не визнавали бюрократію загрозою демократії. Проте теоретики демократії досі не знайшли достатнього вирішення проблеми яку бюрократична влада ставить перед демократичним урядом. 
Однією з відповідей на цю проблему є те, що бюрократії взагалі немає місця в справжній демократії. Теоретики, які приймають цю точку зору, зазвичай розуміють, що вони повинні продемонструвати, що бюрократія не обов’язково виникає в кожному сучасному суспільстві; лише в тих, які вони вважають недемократичними. Оскільки їхня демократія була стійкою до бюрократії, британські письменники дев’ятнадцятого століття часто називали її «континентальною неприємністю». 
Згідно з Марксом та іншими соціалістичними мислителями, найрозвиненішою бюрократією були Франція та Німеччина. Однак вони стверджували, що бюрократія є симптомом буржуазної держави і зникне разом з капіталізмом, який породив буржуазну державу. Хоча явно не ті демократії, які мав на увазі Маркс, соціалістичні суспільства виявилися більш бюрократичними, ніж уряди, які вони змінили. Подібним чином, після того, як капіталістичні економіки розвинули адміністративні системи, необхідні для підтримки своїх широких держав загального добробуту, ідея про те, що бюрократія існує виключно в соціалістичних урядах, навряд чи могла підтримуватися. 